# Greenland Center Hangzhou Gate
Le Greenland Center Hangzhou Gate  (绿地中心杭州之门) est un ensemble de deux gratte-ciel jumeaux, de bureaux et d'hôtel, hauts de 310 mètres sur 67 étages, construits à Hangzhou dans la province du Zhejiang à 190 kilomètres au sud-sud-ouest de Shanghaï.
Ce sont les plus hauts gratte-ciel de la ville  et elles comptent parmi les plus hautes tours jumelles du monde.
Leur construction a commencé en 2017 et s'est achevée en 2023 .
Les architectes sont l'agence américaine SOM, et l'agence chinoise East China Architectural Design & Research Institute.
Le promoteur ('developer') est la société Greenland Group